# Stadler WINK
Il WINK, acronimo dalla lingua tedesca per Wandelbarer Innovativer Nahverkehrs-Kurzzug (treno regionale corto, convertibile ed innovativo) è un elettrotreno multi-alimentazione a due casse con struttura articolata - e pianale parzialmente ribassato - realizzato dalla Stadler Rail.

Destinato a ferrovie secondarie con modesti volumi di traffico, si propone come successore del GTW, sebbene risulti sviluppato sul modulo del Flirt.

## Storia
A seguito dell'entrata in vigore, tra il 2015 e il 2016, delle nuove specifiche tecniche di interoperabilità per i treni viaggiatori, si impose alla Stadler una riprogettazione del GTW, la cui struttura non risultava più adeguata ai nuovi requisiti normativi, con particolare riguardo alla resistenza delle cabine di guida in caso di impatto. Il progetto fu impostato su una base di stretta derivazione dal FLIRT, giunto all'epoca già alla terza generazione, tant'è che in una prima fase il nuovo convoglio venne denominato informalmente Flirtino.

Il treno fu proposto alla filiale olandese del gruppo Arriva, esercente di alcuni servizi regionali nelle provincie di Groninga e della Frisia, che nel 2017 emise l'ordine di acquisto per 18 convogli.
Nel 2018 l'operatore affidò al costruttore la manutenzione dei nuovi treni per una durata di 15 anni a partire dall'immissione in servizio commerciale, prevista entro la fine del 2020. 
Il 21 febbraio dello stesso anno il primo convoglio completo, numerato 601, è stato trasferito al circuito di prova tedesco di Wegberg-Wildenrath per l'inizio dei test dinamici; nel mese di giugno tre complessi sono entrati in territorio olandese, dove sono previste le prove in linea.
Concluso positivamente il ciclo di prove è stato comunicato l'inizio dei servizi regolari di linea a partire dal 12 aprile 2021.

## Tecnica
La struttura visivamente riprende quella del GTW 2/6, con un modulo centrale - contenente le apparecchiature di trazione - e due casse esterne, ospitanti gli ambienti viaggiatori e le cabine di guida; rispetto ad essa, vi sono però alcune varianti significative, anzitutto nel rodiggio: gli assi motore sono ora 4 invece che 2, e si trovano alle estremità del convoglio, mentre nel GTW 2/6 la trazione viene fornita dalla cassa centrale tramite 2 soli assi; quest'ultima inoltre ora poggia su due carrelli portanti tipo Jakobs, comuni alle due casse adiacenti, invece che su solo due assi come in precedenza (che inoltre prima portavano anche la metà del peso delle casse adiacenti). Il presentare una massa assiale di 18 tonnellate rende il treno compatibile con le ferrovie aventi armamento che non permette carichi maggiori, come in genere quelle locali.
Le due casse esterne, realizzate in lega d'alluminio e dotate di una o due coppie di porte per lato, possono essere di lunghezza variabile a seconda delle richieste del committente, nei limiti di un massimo di 23 m, aggiungendo o togliendo moduli lunghi 1,80 m.
Non è previsto, al contrario di come lo fu per il GTW, lo sviluppo di versioni con una o due casse intermedie aggiuntive, essendo a disposizione la piattaforma FLIRT per soddisfare l'esigenza di convogli a maggiore capacità.

Peculiarità del WINK è la sua predisposizione per il funzionamento con due sistemi di alimentazione e quindi per l'esercizio indifferentemente su linee dotate o meno di elettrificazione; i motori elettrici che azionano i carrelli possono infatti essere alimentati dalla linea aerea tramite pantografo, da generatori basati su motori termici (a loro volta funzionanti a gasolio oppure ad olio vegetale), da batterie di trazione oppure ancora da pile a combustibile (fuel cell, c.d. propulsione a idrogeno), potendosi peraltro procedere, durante la vita operativa del rotabile, a sostituire con un'opzione diversa le sorgenti di energia installate in origine. 
Sui modelli richiesti da Arriva, consegnati per essere alimentati dalla linea aerea in corrente continua a 1,5 kV (la tensione di linea in uso nei Paesi Bassi) e da due motori a biocarburante di produzione Deutz, è previsto che nel 2025 i due generatori Deutz siano sostituiti da batterie di trazione, togliendo al convoglio la propulsione diesel-elettrica.

## Diffusione
| Gruppo                                         | Società                          | Anno | Quantità |
| ---------------------------------------------- | -------------------------------- | ---- | -------- |
| 5050 (modulo motore) 5051/5052 (casse esterne) | Arriva Personenvervoer Nederland | 2020 | 18       |